# Alexei Ekimov
Alexey Ivanovich Ekimov (União Soviética, 28 de fevereiro de 1945) é um físico russo. Em 2023, Ekimov foi laureado com o Nobel de Química, juntamente com Moungi Bawendi e Louis Brus.